# Viktor Erdős
Viktor Erdős (Békéscsaba, 2 de setembre de 1987), és un jugador d'escacs hongarès, que té el títol de Gran Mestre des de 2007.
A la llista d'Elo de la FIDE de l'agost de 2020, hi tenia un Elo de 2618 punts, cosa que en feia el jugador número 7 (en actiu) d'Hongria, i el número 172 del rànquing mundial. El seu màxim Elo va ser de 2661 punts, a la llista d'octubre de 2013 (posició 92 al rànquing mundial).

## Resultats destacats en competició
Erdős va guanyar el 2001 Campió del món Sub-14 a Orpesa, i el 2004 es proclamà Campió d'Hongria Sub-18 a Miskolc. Va jugar dues vegades per l'equip nacional juvenil (sub-18) d'Hongria al Campionat d'Europa, on l'equip hongarès a Balatonlelle va guanyar el 2003 i Erdős en el quart tauler aconseguit el segon millor resultat.
Erdős ha guanyat o quedat empatat als primers llocs en diversos torneigs: empat als llocs 1r-3r al First Saturday de Budapest (2005), 2n-5è lloc a Bizovac (2005), 2n lloc al Memorial Marx György a Paks (2005), rere Ralf Åkesson, 1r-4t lloc a Zalakaros (2006), 1r-3r lloc al First Saturday de Budapest (2007), 2n lloc a Davos (2007), o 1r-2n lloc a Harkány (2007).
El setembre de 2001 va empatar als llocs 1r-3r al Festival de Trieste, amb Vladímir Baklan i Serguei Vólkov. El novembre del mateix any va guanyar el Campionat Nacional d'Hongria.
A la Schachbundesliga hi juga, des de 2008, per l'SG Trier.